# Psicología clásica adleriana
La Psicología clásica adleriana es una teoría de la personalidad, basada en valores y plenamente integrada, un modelo de  psicopatología, una filosofía de vida, una estrategia de educación preventativa y una técnica psicoterapéutica. Se propone fomentar el desarrollo de individuos, parejas y familias psicológicamente sanas y cooperativas, a fin de hacer un aporte eficaz a los ideales de equidad social y vida democrática. En su calidad de enfoque psicoterapéutico poderosamente optimista e inspirador persigue de manera equilibrada tanto un desarrollo individual óptimo como la responsabilidad social.
Con el sólido fundamento de las enseñanzas originales y el estilo terapéutico de Alfred Adler, integra diversos recursos adicionales: las contribuciones de Kurt Adler, Alexander Müller, Lydia Sicher, Sophia de Vries y Anthony Bruck, las investigaciones sobre desarrollo personal de Abraham Maslow, así como las innovaciones creativas de Henry Stein.

## Teoría de la personalidad

### Sentimientos primarios y secundarios de inferioridad
El sentimiento primario de inferioridad es el sentimiento original y normal del niño en cuanto a su pequeñez, debilidad y dependencia. Normalmente actúa como incentivo para el desarrollo. Sin embargo, un niño puede desarrollar un sentimiento exagerado de inferioridad como resultado de dificultades o minusvalías fisiológicas, paternidad inapropiada (inclusive abuso sexual, maltrato infantil, sobreprotección) u obstáculos culturales y/o económicos. El sentimiento secundario de inferioridad es el sentimiento de insuficiencia de un adulto, que resulta de haberse fijado un objetivo compensatorio no realista o imposible de alcanzar, frecuentemente un objetivo de perfección. El grado de sufrimiento es proporcional a la distancia subjetiva o percibida de ese objetivo.  Adicionalmente a este malestar, los remanentes del sentimiento original, primario de inferioridad pueden seguir acosando a un adulto. Un complejo de inferioridad es una expectativa extrema de fallar en las tareas de la vida, que puede llevar a una resignación pesimista y a suponerse incapaz de superar dificultades.

### El afán de sentido
El movimiento básico y común de todo ser humano y en cualquier momento de su vida consiste en superarse, expandirse, crecer, completar y lograr seguridad. Lo que puede tomar un sesgo negativo como afán de superioridad o de poder sobre otras personas. Desafortunadamente muchas obras de referencia equivocadamente se refieren solo al "afán de poder" negativo, como premisa básica de Adler.

### Compensación
Se trata de una tendencia a contrarrestar el subdesarrollo de funciones físicas o mentales por medio del interés y del entrenamiento, usualmente dentro de un rango relativamente normal.  La sobrecompensación refleja un impulso potente de lograr un margen extraordinario de desarrollo, frecuentemente más allá de un rango normal. Puede tratarse de pasos útiles en pos de logros excepcionales y de pasos inútiles de excesivo perfeccionismo. La genialidad puede ser el resultado de una subrecompensación extraordinaria. La subcompensación refleja una actitud menos activa, incluso pasiva, con respecto al desarrollo, que frecuentemente deposita expectativas y demandas excesivas en otras personas.

### Sentimiento de comunidad
Aunque traducido de diversas maneras desde el alemán, Gemeinschaftsgefühl puede significar sentimiento de comunidad, interés social, sentimiento social o sentido social. El concepto denota reconocimiento y aceptación del carácter interconectado de las vidas de todas las personas, como experiencia en los niveles afectivo, cognitivo y conductual. En el nivel afectivo, se experimenta como un sentimiento profundo de pertenencia a la humanidad y de empatía para con los demás seres humanos. En el nivel cognitivo, se experimenta como reconocimiento de la interdependencia con otros, es decir, que el bienestar de cada individuo depende en última instancia del bienestar de todos.  En el nivel conductual, estas razones y estos sentimientos pueden traducirse en acciones destinadas al autodesarrollo, así como en movimientos cooperativos y de ayuda dirigidos hacia otros. Por tanto, en su núcleo, el concepto de sentimiento de comunidad abarca el pleno desarrollo de las capacidades de los individuos, un proceso que produce tanto satisfacción personal como también personas que tienen algo valioso para contribuir a los demás.

### Estilo de vida
Se trata de un concepto que refleja la organización de la personalidad, inclusive el significado que los individuos le otorgan al mundo y a sí mismos, sus ficciones de meta final, así como las estrategias afectivas, cognitivas y conductuales que emplean para alcanzar esa meta. Este estilo también puede verse en el contexto del acercamiento o de la evitación individual de las cuatro tareas vitales: los demás, el trabajo, el amor y el sexo.

### Ficción de meta final
La psicología clásica adleriana supone una dinámica central de la personalidad que refleja el crecimiento y el avance de la vida. Se trata de un afán orientado al futuro y hacia un objetivo ideal de sentido, superioridad, éxito o completitud. El sentimiento de inferioridad de la infancia temprana, como algo que se desea compensar, conlleva la creación de una ficción de meta final que a nivel subjetivo parece prometer una mitigación total del sentimiento de inferioridad, un futuro seguro y exitoso. La profundidad del sentimiento de inferioridad normalmente determina el carácter más o menos elevado de la meta que pasa a ser la "causa última" de los patrones conductuales.

### Unidad de la personalidad
Se trata de la postura de que todas las facetas cognitivas, afectivas y conductuales del individuo se consideran como componentes de un todo integral que se mueve en una determinada dirección psicológica, sin contradicciones o conflictos internos.

### Lógica privada (v/s sentido común)
La lógica privada es el razonamiento inventado por un individuo para estimular y justificar un estilo de vida. Por lo contrario, el sentido común representa el razonamiento acumulativo y consensual de la sociedad que reconoce la sabiduría de los criterios de beneficio mutuo.

### Tendencia a la salvaguarda
Se refiere a las estrategias cognitivas y conductuales destinadas a evitar o a excusarse de supuestas fallas y fracasos. Pueden adoptar la forma de síntomas —tales como ansiedad, fobias o depresiones— que pueden todas ser utilizadas como excusas para evitar las tareas de la vida y transferir la responsabilidad a los demás.  También pueden adoptar las formas de la agresión o el aislamiento. Entre las estrategias agresivas de salvaguarda se cuentan la reprimenda, las acusaciones o auto-acusaciones y la culpa, que se emplean como recursos para elevar una frágil  autoestima, salvaguardando una imagen inflada, idealizada de sí mismo.  El aislamiento y retiro adopta diversas formas de distanciamiento físico, mental y emocional de personas y problemas que parecen constituir una amenaza.

### Psicología del uso (v/s de la posesión)
Trata de la perspectiva de que un individuo hace uso de sus pensamientos, sentimientos y acciones (e incluso de sus síntomas) para lograr un objetivo social.  No es que simplemente herede o posea ciertas cualidades, rasgos o actitudes, sino que solamente adopta aquellas características que le sirven a su objetivo y rechaza las que no se acomodan a sus intenciones.  Este supuesto subraya la responsabilidad personal de cada cual por su carácter.